# Lottia acutapex
Lottia acutapex is een slakkensoort uit de familie van de Lottiidae. De wetenschappelijke naam van de soort is voor het eerst geldig gepubliceerd in 1960 door S. S. Berry.